# Vincenc Hlava

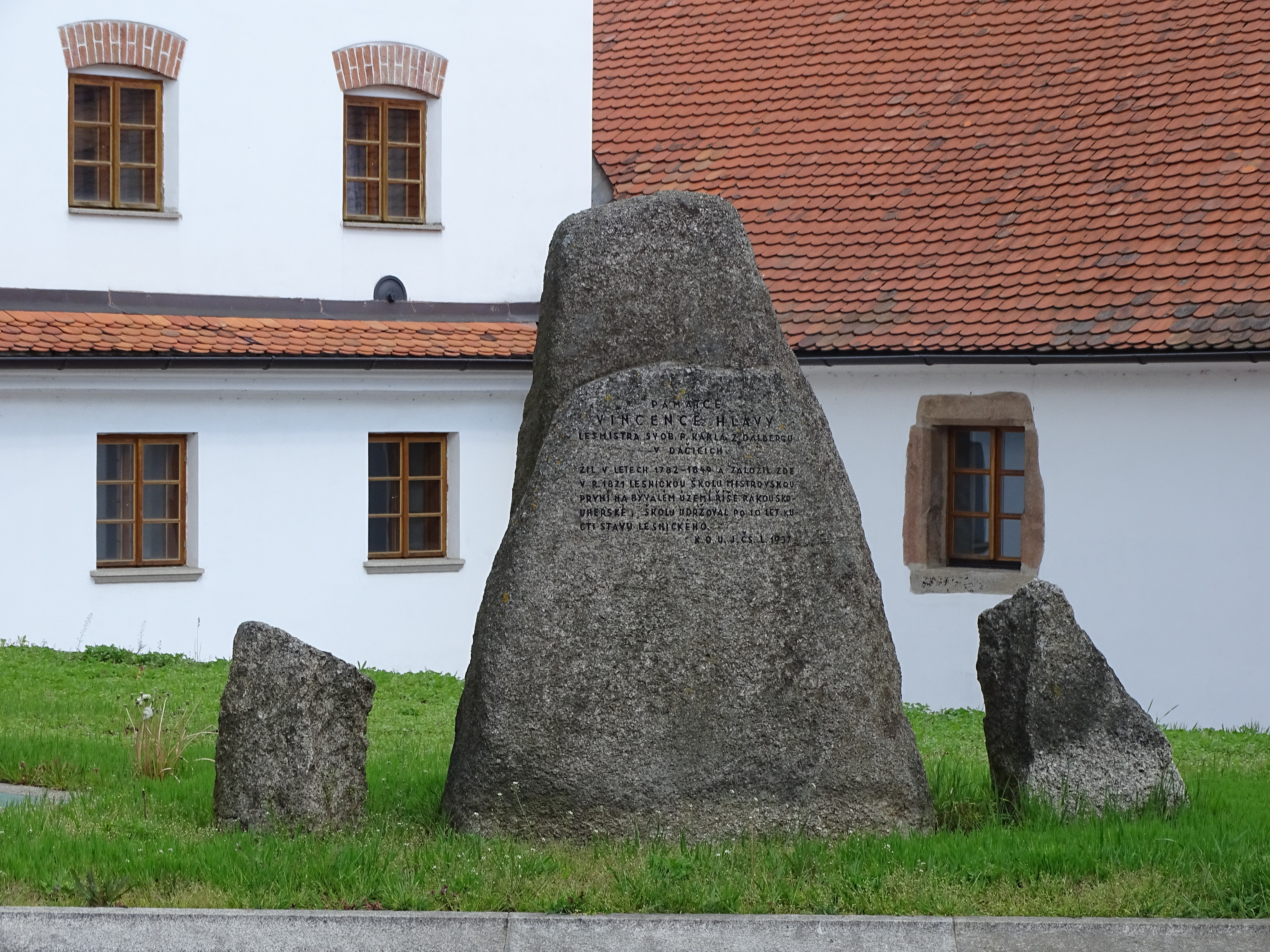
Pomník Vincence Hlavy v Dačicích

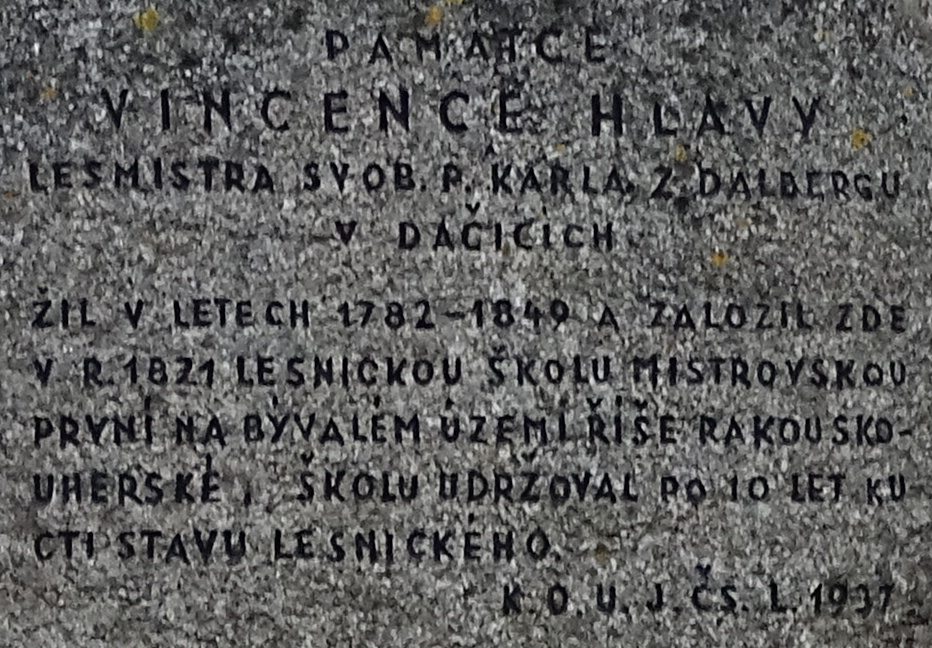
Pomník Vincence Hlavy v Dačicích

Vincenc Hlava (29. března 1782 Žebrák – 21. března 1849) byl český lesník a entomolog, zakladatel první lesnické školy na Moravě (v Dačicích), jeho stati byly publikovány v německých odborných časopisech.

## Památka
V roce 1937 mu v Dačicích postavili žulový pomník, který je chráněný jako kulturní památka. Od roku 1929 má také pomník v Lesnickém Slavíně u Adamova.